# 질 배너
질 배너(Jill Banner, 1946년 11월 8일 ~ 1982년 8월 7일)는 미국의 배우, 영화배우이다.
브레머튼에서 태어났다.

## 영화
- 스파이더 베이비 (1968년)
- 사건비화 (1967년)
- 대통령의 분석 (1967년)